# Palazzo Giuntini
Palazzo Giuntini è un palazzo di fine Ottocento che si trova a Firenze in piazza Ognissanti 1. È sede dell'antico Grand Hotel St. Regis di Firenze.

## Storia e descrizione
In questo luogo esisteva un tempo un edificio della famiglia Giuntini, secondo Giorgio Vasari progettato addirittura da Filippo Brunelleschi, che rimase di proprietà della famiglia fino al XVIII secolo, quando venne ceduto ai Popoleschi, famiglia imparentata con i Tornabuoni.
Dalla seconda metà dell'Ottocento la piazza visse, al pari di altre zone del centro storico, il periodo degli sventramenti e ricostruzioni, quando anche questo palazzo venne riedificato per farne un albergo, assumendo connotati tipicamente ottocenteschi. Al momento dell'apertura dell'attuale lungarno e dell'urbanizzazione del nuovo quartiere delle Cascine l'immobile, che risultava di proprietà Modena Passeri Poggeschi, fu oggetto di un complesso intervento di riduzione e ristrutturazione (si vedano i molti disegni conservati presso l'Archivio storico del Comune di Firenze) su probabile progetto degli architetti Felice Francolini e Giuseppe Del Noce (firmatari delle carte prima ricordate e comunque responsabili dell'esproprio), tanto da risultarne completamente stravolto, anche per il rialzamento del piano della piazza e delle vie limitrofe. L'edificio attuale è quindi da considerare una costruzione della seconda metà dell'Ottocento (1855 circa), fin dall'origine pensata come struttura alberghiera (si veda l'estensione del lato che guarda l'Arno, di ben undici assi) destinata all'élite internazionale e originariamente denominata Hotel Royal de la Paix.
Nel 1897 l'albergo passò sotto la guida di Gérard Kraft che intraprese migliorie e ampliamenti (a questo periodo risale il quarto piano) e cambiò nome in Grand Hotel. Nel 1957, infine, l'albergo fu acquistato dalla Cigahotel e sottoposto a lungo restauro tra il 1974 e il 1986. Oggi l'hotel ha cinque stelle ed appartiene a una catena internazionale: dal maggio 2011 ha assunto la denominazione di The St. Regis Firenze.
Tra gli ultimi mesi del 2010 e i primi del 2011 l'edificio è stato sottoposto a importanti lavori di manutenzione straordinaria (compresi gli interventi di ritinteggiatura delle facciate) su progetto e direzione dei lavori dell'ingegnere Domenico Baudille.

## Descrizione
Di rilievo, negli spazi interni, il giardino d'inverno, con un porticato su due lati e un ballatoio, coperto da un lucernario in ferro e vetrate in stile Art Déco, e un bel pavimento mosaicato alla veneziana, il tutto realizzato tra il 1922 e il 1923 su progetto dell'architetto Ugo Giusti con la collaborazione della bottega di Ulisse De Matteis per le vetrate (altre vetrate furono realizzate fra il 1925 e il 1927 da Ezio Giovannozzi, direttore artistico della stessa bottega De Matteis).
Il Salone delle Feste si ispirò alla Sala Bianca di Palazzo Pitti, con profusione di decorazioni a stucco.

## Ospiti illustri
Fin dalla sua apertura l'albergo ha ospitato importanti personaggi come la Regina Vittoria; qui inoltre morì il principe indiano al suo seguito Rajaram Chuttraputti di Kolhapur che venne cremato, secondo il rito braminico, alla confluenza di due fiumi (in questo caso l'Arno e il Mugnone) in fondo al parco delle Cascine, dove è ancora in sua memoria un monumento. Esso finì per dare il nome al ponte che fu costruito a poca distanza, il ponte all'Indiano.
Nell'albergo morì anche, il 13 marzo 1884, il giovane studente californiano Leland Stanford, in memoria del quale i genitori fondarono l'omonima università. A ricordare il fatto è, sul lato del lungarno, una memoria qui posta nel 1907 dai laureandi dell'ateneo.
Tra i numerosi ospiti del jet set internazionale si può ricordare il soggiorno nel 2012 della cantante statunitense Madonna per il MDNA Tour; in questa occasione la cantante girò anche il videoclip del singolo Turn Up the Radio, le cui riprese iniziano proprio alla soglia dell'albergo, in piazza Ognissanti, e lungo il lungarno Vespucci.